# Resclosa i canal de l'Almoina
La Resclosa i canal de l'Almoina és una obra de Ripoll protegida com a Bé Cultural d'Interès Local.

## Descripció
La resclosa, de forma corba, presenta moltes escletxes que faciliten el pas de l'aigua. Es veuen diverses èpoques de construcció a causa de l'acció de les riuades. La part superior és feta amb formigó armat. El canal s'inicia a la banda esquerra del riu. Té una llargada de 670 m, una amplada de 4 m, una fondària d'1 m. Les parets tenen un gruix de 40 cm. El canal està descobert en la major part del seu recorregut, està tapat, però, en el tram que passa per sota la variant de la carretera C-17 i des del carrer del 27 de maig fins a la farga Palau, en què es tapà i s'anul·là en passar per l'escola salesiana.